# Scytodes ruizensis
Scytodes ruizensis är en spindelart som beskrevs av Embrik Strand 1914. Scytodes ruizensis ingår i släktet Scytodes och familjen spottspindlar.
Artens utbredningsområde är Colombia. Inga underarter finns listade i Catalogue of Life.